# سانتياغو سيمون
سانتياغو سيمون (بالإسبانية: Santiago Simón)‏ هو لاعب كرة قدم أرجنتيني في مركز الهجوم، ولد في يونيو 2002.

## وصلات خارجية
- سانتياغو سيمون على موقع قاعدة بيانات كرة القدم.إي يو (الإنجليزية)
- سانتياغو سيمون على موقع Soccerway.com (الإنجليزية)
- سانتياغو سيمون على موقع عالم كرة القدم.نت (الإنجليزية)